# 자나방
자나방은 자나방과 동물의 총칭이다. 유충 상태에서 몸을 움츠렸다 폈다 하면서 기어다니며 잔가지처럼 생겨 자신을 은폐하는 특이한 모습을 보이는데 이 시기의 자나방을 자벌레라고 부른다.

## 사진

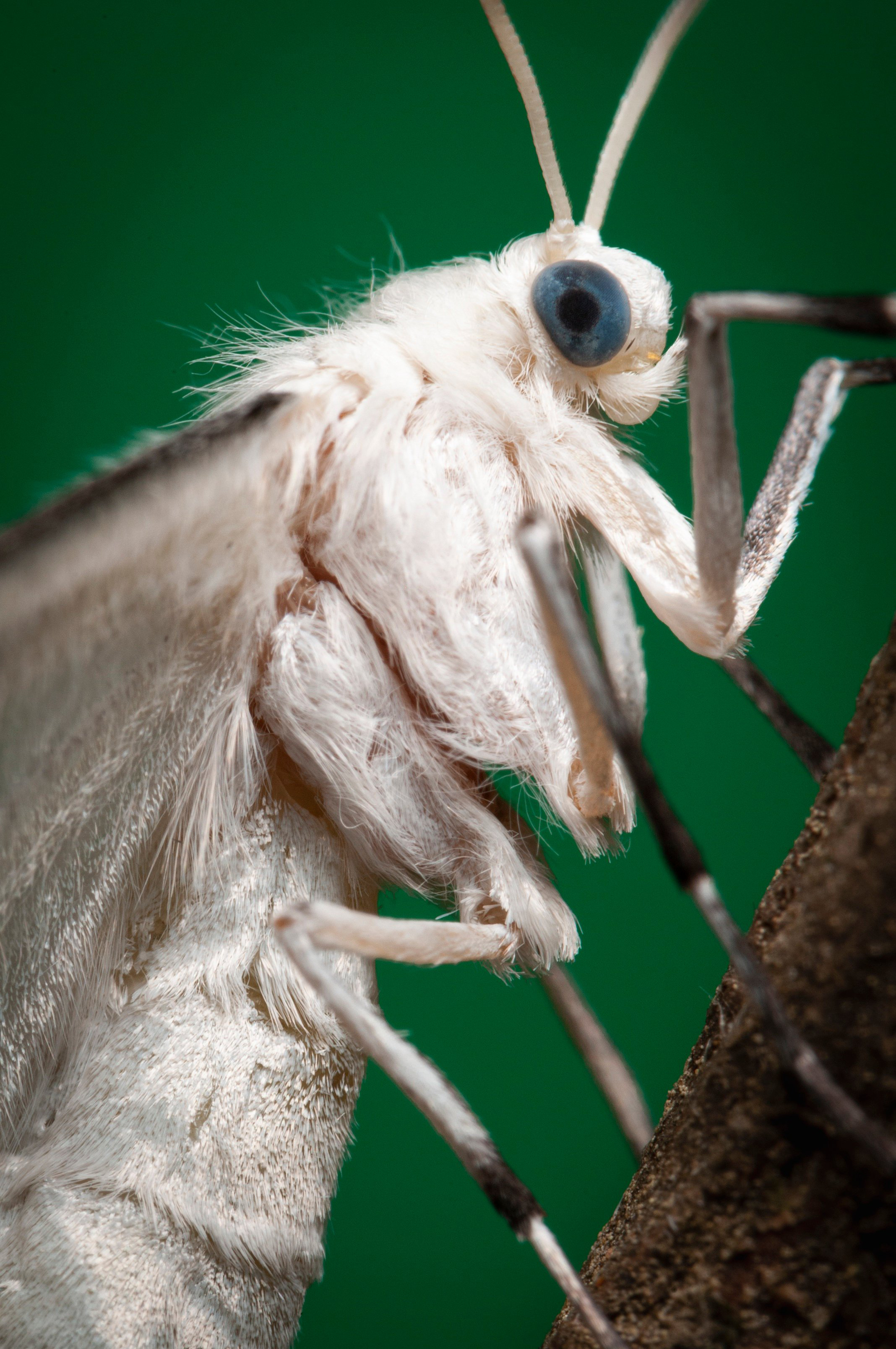
별박이자나방